# Río Olifants (Limpopo)
El río Olifants, o Lepelle  u Obalule  ( en afrikáans: Olifantsrivier; en portugués: Rio dos Elefantes) es un río en Sudáfrica y Mozambique, afluente del río Limpopo. Cae en el Área de Drenaje B de las cuencas de drenaje de Sudáfrica. La zona histórica del pueblo Pedi, Sekukunilandia, está situada entre el río Olifants y uno de sus mayores afluentes, el río Steelpoort.

## Curso
El río Olifants tiene su origen entre Breyten y Bethal, provincia de Mpumalanga. Fluye hacia el norte hacia la provincia de Limpopo a través de la presa de Witbank y luego la presa de Loskop y es dirigido hacia el este por las montañas Drakensberg, atravesando el paso de Abel Erasmus y luego fluye hacia el este más allá de Lowveld para unirse con el río Letaba. Atraviesa la provincia de Gaza, Mozambique, después de atravesar las montañas de Lebombo por el desfiladero de Olifants, convirtiéndose en el Río dos Elefantes, y finalmente se une al río Limpopo después de 40 km antes de entrar en el océano Índico en Xai-Xai al norte de Maputo
El pastoreo excesivo en algunas partes de su curso medio hace que el río se lleve el suelo erosionado después de las fuertes lluvias. El río Olifants se ha convertido en uno de los ríos más contaminados de Sudáfrica, no por los desechos humanos o industriales, sino por las florecientes algas verdes

## Afluentes
Los afluentes más importantes del río Olifants son el río Letaba y el río Steelpoort conocido como río Tubatse. Otros afluentes son los ríos Tongwane, Blyde, Moses, Spekboom, Timbavati, Nkumpi, Ga-Selati, Klaserie, Makhutswi, Mohlapitse, Lepellane, Mohwetse y Ngwaritsi. Algunos afluentes, en particular el río Klein Olifants (con origen cerca de Hendrina y que se une al Olifants aguas abajo de la presa de Middelburg), el Elands, Wilge y Bronkhorstspruit, discurren por las praderas de Highveld. El río Shingwedzi  fluye cerca del lado noreste del embalse de la presa Massingir  y se une a la orilla izquierda del Olifants alrededor de 12 km aguas abajo del muro de la presa.

## Presas
Hay treinta grandes represas en la cuenca del río Olifants incluyendo las siguientes: 

### Sudáfrica
- Witbank Dam
- Presa Rhenosterkop, en el río Elands
- Presa de Rust de Winter
- Presa Blyderivierpoort
- Presa Loskop
- Presa de Middelburg, en el río Klein Olifants
- Presa de Ohrigstad
- Presa De Hoop
- Marcar Presa Boshielo
- Presa de Phalaborwa

### Mozambique
- Presa de Massingir[9]